# Tipula (Sinotipula) oenone
Tipula (Sinotipula) oenone is een tweevleugelige uit de familie langpootmuggen (Tipulidae). De soort komt voor in het Oriëntaals gebied.